# Alençon
Alençon ist die Hauptstadt und mit 25.667 Einwohnern (Stand 1. Januar 2022) auch die größte Stadt im Département Orne in der Region Normandie in Frankreich. Sie ist eine mit dem Regionalen Naturpark Normandie-Maine assoziierte Zugangsgemeinde.
Einige französische Könige trugen den Titel Herzog von Alençon, da dieser Titel nach 1549 dem drittgeborenen Sohn des Königs gegeben wurde.

## Geografie

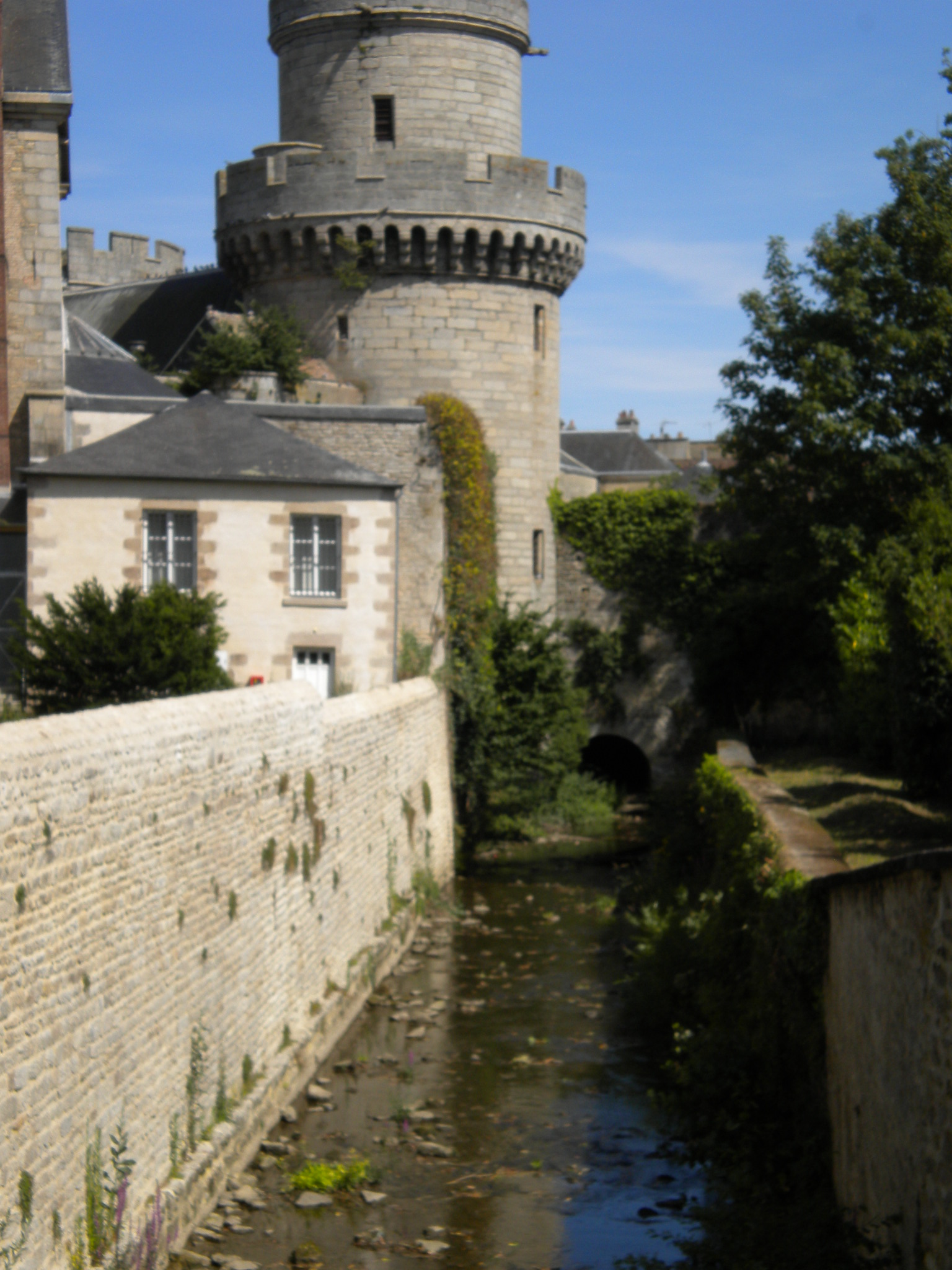
Die Briante in Alençon

Die Stadt Alençon liegt in Nordfrankreich am Südrand des Départements Orne in der nach der Stadt benannten Landschaft Campagne d’Alençon, etwa 90 Kilometer südöstlich von Caen und 48 Kilometer nördlich von Le Mans auf einer mittleren Höhe von 140 Metern über dem Meeresspiegel. Das Hôtel de ville steht auf einer Höhe von 136 Metern. Nachbargemeinden von Alençon sind Saint-Paterne - Le Chevain im Osten und Südosten, Saint-Germain-du-Corbéis im Südwesten sowie Damigny im Nordwesten. Das Stadtgebiet hat eine Fläche von 1068 Hektar. Alençon liegt an der Sarthe und dessen Nebenfluss Briante.
Die Stadt ist einer Klimazone des Typs Cfb (nach Köppen und Geiger) zugeordnet: Warmgemäßigtes Regenklima (C), vollfeucht (f), wärmster Monat unter 22 °C, mindestens vier Monate über 10 °C (b). Es herrscht Seeklima mit gemäßigtem Sommer.

## Geschichte

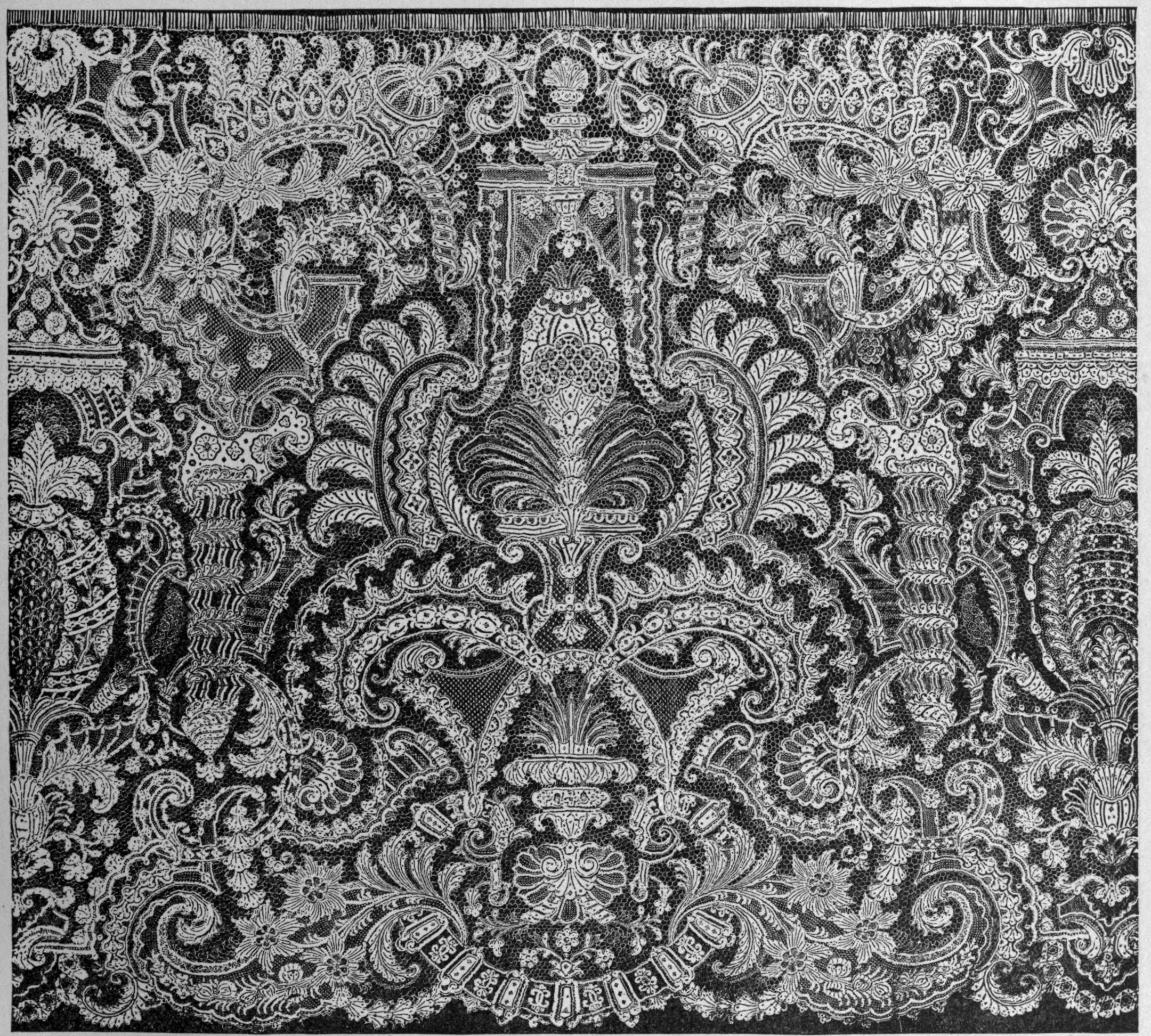
Spitze aus Alençon aus dem 18. Jahrhundert, hier wurden die Techniken point d’Argentan und point d’Alençon gemischt.

In gallo-römischer Zeit war Alençon nur eine Furt über die Sarthe. Als befestigter Marktflecken wird Alençon im 11. Jahrhundert erstmals urkundlich erwähnt. Die Stadt wuchs, wurde zur Grafschaft ernannt und zu Beginn des 15. Jahrhunderts zum Herzogtum. Im 16. Jahrhundert beeinflusste Margarete von Navarra das Leben der Stadt. Sie förderte die Reformation und einige Einwohner bekannten sich früh zum Calvinismus.
1665 wurde eine königliche Spitzenmanufaktur gegründet, deren point d’Alençon, wie die besondere Machart der Spitze genannt wurde, geheim gehalten wurde. Im Jahr 2010 wurde der point d’Alençon in die Repräsentative Liste des immateriellen Kulturerbes der Menschheit aufgenommen.
1793 erhielt Alençon im Zuge der Französischen Revolution (1789–1799) den Status einer Gemeinde und 1801 durch die Verwaltungsreform in der Regierungszeit Napoleon Bonapartes (1769–1821) das Recht auf kommunale Selbstverwaltung.
Im Zweiten Weltkrieg (1939–1945) war Alençon von der deutschen Wehrmacht besetzt (siehe auch Flugplatz Alençon-Valframbert). In der Nacht vom 8. auf den 9. Juni 1944 sowie tagsüber am 24. Juni, 17. Juli und 26. Juli wurde der Ort deshalb von der alliierten Luftwaffe bombardiert. Am 12. August 1944 wurde die Stadt von der 2e division blindée unter Generalmajor Leclerc befreit.

## Bevölkerungsentwicklung
| Jahr                       | 1962   | 1968   | 1975   | 1982   | 1990   | 1999   | 2011   | 2021   |
| -------------------------- | ------ | ------ | ------ | ------ | ------ | ------ | ------ | ------ |
| Einwohner                  | 25.584 | 31.656 | 33.680 | 31.608 | 29.988 | 28.935 | 26.300 | 25.555 |
| Quellen: Cassini und INSEE |        |        |        |        |        |        |        |        |

## Politik
Alençon ist Sitz des Kommunalverbands Communauté urbaine d’Alençon, der Präfektur des Départements, der Unterpräfektur des Arrondissements sowie Hauptort von drei Kantonen.

### Partnerstädte
- Quakenbrück (Deutschland)
- Koutiala (Mali)
- Basingstoke (England)

## Kultur und Sehenswürdigkeiten
Die gotische Basilika Notre-Dame d’Alençon steht im Stadtzentrum. Honoré de Balzac siedelte seinen Roman „Die alte Jungfer“ aus dem Werkzyklus „Nebenbuhler“ in Alençon an und vermittelte damit einen Eindruck von einer französischen Provinzstadt um 1830, einer Zeit, in der sich Republikaner und Royalisten verfeindet gegenüberstehen.
Im ehemaligen Jesuitenkolleg ist heute das Musée des Beaux-Arts et de la Dentelle untergebracht.

## Wirtschaft und Infrastruktur

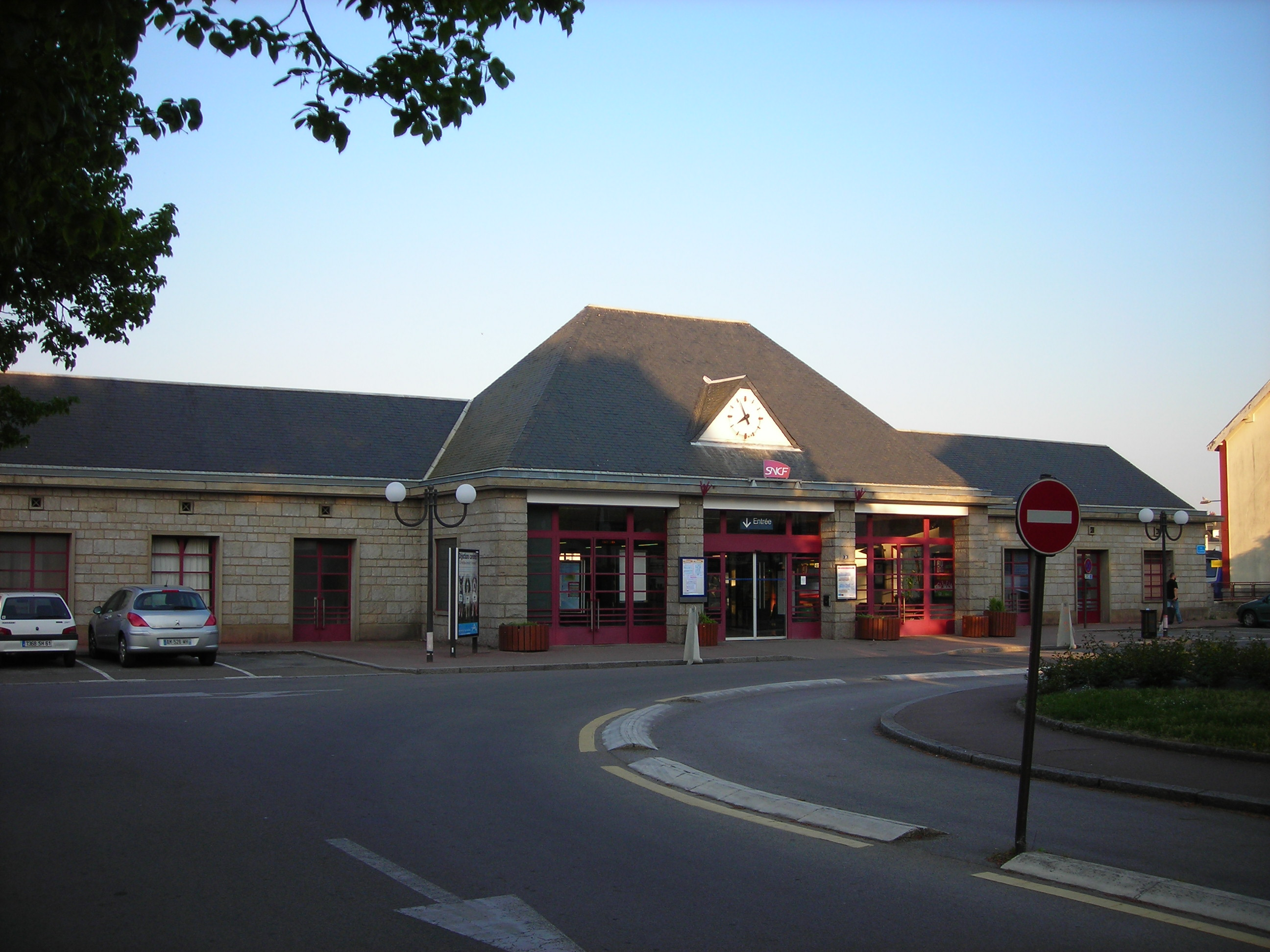
Bahnhof von Alençon

Alençon ist ein Standort der Textil- und Elektroindustrie. Von enormer wirtschaftlicher Bedeutung für die Stadt wurde 1955 die Gründung und das Wachstum des weltweit exportierenden Unternehmens Moulinex.
Es gibt drei Lycées, sechs Berufsschulen, sechs Collèges sowie mehrere private und öffentliche Grundschulen in Alençon. Die Stadt verfügt über einen Bahnhof und einen touristisch und sportlich genutzten Flugplatz Alençon-Valframbert.

### Lokale Produkte
Auf dem Gemeindegebiet gelten kontrollierte Herkunftsbezeichnungen (AOC) für Maine-Anjou-Rindfleisch sowie geschützte geographische Angaben (IGP) für Rindfleisch der Bezeichnung Bœuf du Maine, Schweinefleisch (Porc de Normandie), Geflügel (Volailles du Maine, de Loué und de Normandie), Hühnereier (Œufs de Loué) und Cidre de Normandie oder normand.

## Persönlichkeiten

### Söhne und Töchter der Stadt

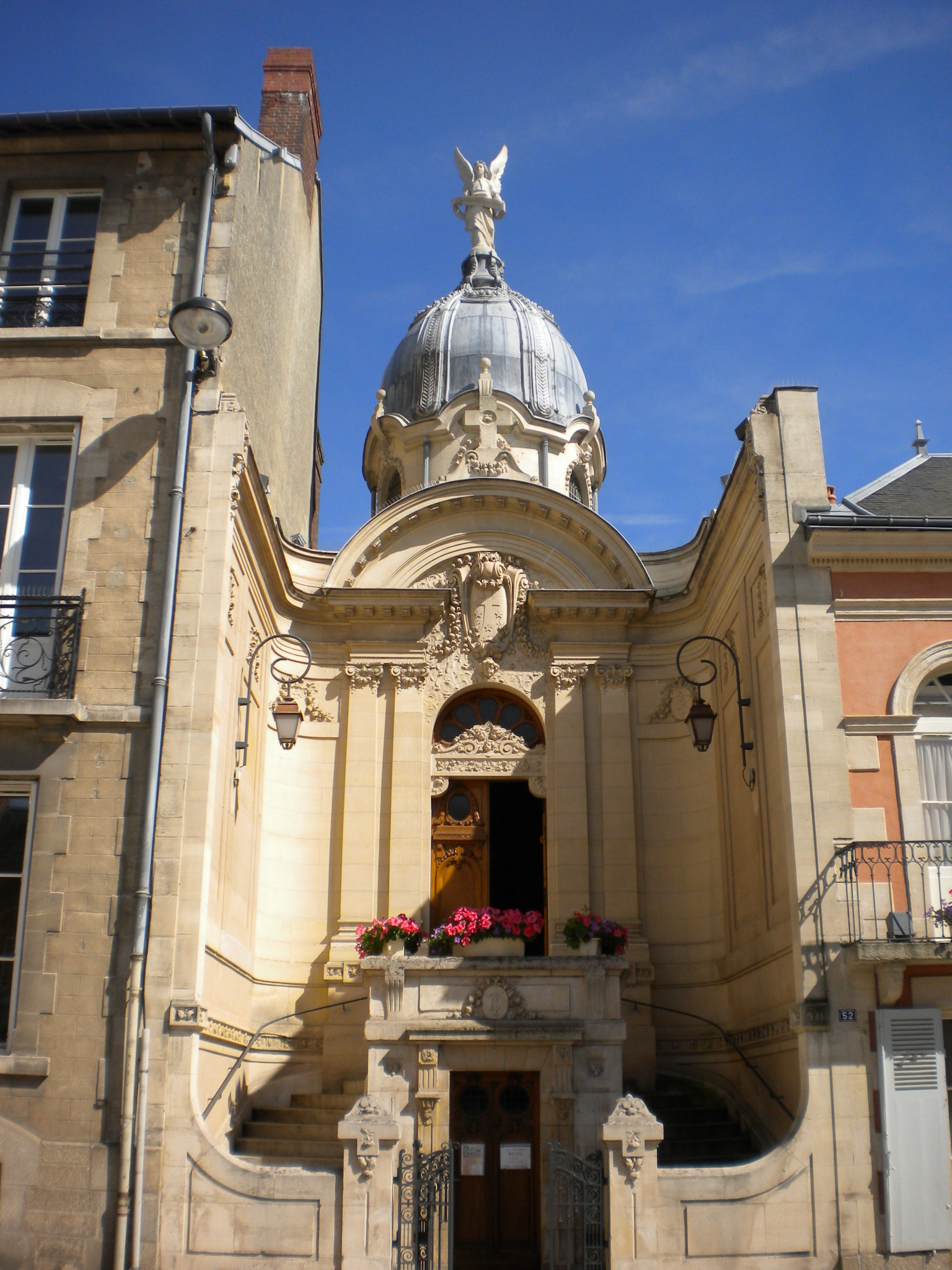
Geburtshaus der Therese von Lisieux

- Pierre Allix (1641–1717), reformierter Geistlicher
- Marthe de Roucoulle (1659–1741), Erzieherin Friedrichs des Großen
- Léonard Bourdon (1754–1807), Politiker, Präsident der Nationalversammlung von 1789
- Jacques Julien Houton de Labillardière (1755–1834), Naturforscher und Reisender
- Jacques-René Hébert (1757–1794), Publizist, radikaler Revolutionär und Kirchengegner, hingerichtet
- Marie Anne Lenormand (1772–1843), Wahrsagerin
- Marie Chassevant (1836–1914), Musikpädagogin
- Pauline Martin (1861–1951), Karmeliterin
- Léonie Martin (1863–1941), Salesianerin
- Celine Martin (1869–1959), Karmeliterin
- Therese von Lisieux (1873–1897), Karmeliterin, 1925 heiliggesprochen
- Louise Hervieu (1878–1954), Malerin und Schriftstellerin[5][6]
- Robert Olleris (1890–1957), Offizier
- André Couder (1897–1979), Astronom, Erfinder des Coudron-Teleskops
- Valentin Abeille (1907–1944), Verwaltungsbeamter und Résistancekämpfer
- Guy Renaudin (1918–2002), Bahnradsportler
- Daniel Balavoine (1952–1986), Sänger
- Anne Consigny (* 1963), Schauspielerin
- Laurence Leboucher (* 1972), Radrennfahrerin
- Abraham Poincheval (* 1972), Performancekünstler
- Lorànt Deutsch (* 1975), Schauspieler und Schriftsteller
- Benoît Tréluyer (* 1976), Rennfahrer
- Jonathan Cochet (* 1977), Rennfahrer
- Anthony Geslin (* 1980), Radrennfahrer
- Arnold Mvuemba (* 1985), Fußballspieler
- Agnès Raharolahy (* 1992), Leichtathletin
- Marc Fournier (* 1994), Radsportler
- Rémy Vita (* 2001), Fußballspieler

### Persönlichkeiten, die hier gewirkt haben
- Pierre Caroli (um 1480–um 1550), Theologieprofessor und Reformator, war 1530–1534 Pfarrer in Alençon
- Margarete von Navarra (1492–1549), die ältere Schwester des französischen Königs Franz I. heiratete den Herzog von Alençon Karl IV. und wohnte von 1509 bis 1514 und 1519 bis 1525 in Alençon.[7]